# Cryptocentrus leucostictus
Cryptocentrus leucostictus es una especie de peces de la familia de los Gobiidae en el orden de los Perciformes.

## Morfología
Los machos pueden llegar a alcanzar los 7,5 cm de longitud total.

## Distribución geográfica
Se encuentra en el Mar de Andaman y Samoa.

## Observaciones
Es inofensivo para los humanos.